# 키아네아 카필라타

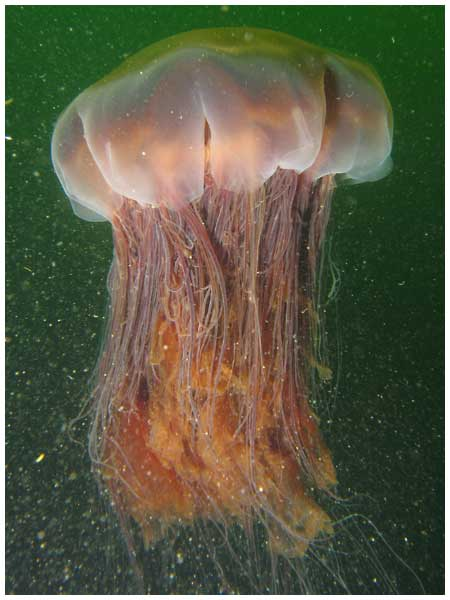
키아네아 카필라타

키아네아 카필라타(학명: Cyanea capillata)은 유령해파리과에 속하는 맹독성의 해파리이다. 공식 이름은 '키아네아 카필라타 해파리'이다. 다른 말로 '사자갈기 해파리' 또는 '북유령해파리'라고도 한다. 키아네아 카필라타는 en:John George Wood라는 사람이 발견하였다. 이 키아네아 카필라타는 맹독을 쏘며, 사람 크기를 기준으로 작으면 몇 배에서 크면 몇십 배에 이를 정도가 된다. 반경 15미터까지 맹독을 쏠 수 있으며, 형태는 은빛 종이에 아주 큰 사자 갈기를 붙여놓은것처럼 생겼다. 쏘이면 채찍으로 맞은 것처럼 빨간 줄무늬가 생성이 되며, 코브라에 물렸을 때만큼 치명적이다. J.G.우드 또한 자신의 책 <Out of Doors>에서 실제 키아네아에게 당해 죽을뻔 한 이야기를 쓴적이 있는데 당시 브랜디를 한 병 가까이 들이켜 목숨을 구했다고 한다. 이렇듯 키아네아 카필라타에게 당하면 독성이 강해서 고통이 매우 심하다. 특히 심장이 아주 약한 사람은 죽는 경우도 있으나, 다행히 건강한 사람은 생명을 유지한다. 이런 내용은 추리 소설 단편집인 《명탐정 셜록 홈즈10》의 3번째 이야기인 〈사자의 갈기〉에도 나오는 내용이기도 하다. 이 해파리는 북극과 북대서양에 산다.

## 설명
키아네아 카필라타는 사자의 갈기를 연상시키는 화려한 촉수 덕에 이름이 붙여졌다.
저위도에서는 약 50cm 정도이고 고위도의 바다로 올라갈수록 크기가 커진다. 어린 종은 연한 주황색 혹은 황갈색이고 성장할수록 붉은색이 된다.
키아네아는 8개의 둥근 돌출부를 가지고 있고 각 돌출부마다 70`150개의 촉수가 있으며 4개의 뚜렸한 줄로 배열되어 있다. 중심부와 돌출부 사이의 움푹 들어간곳은 각각의 균형 기관으로 방향을 잡는데 도움이 된다.중심의 자포에도 촉수가 있는데 약 1,200개이다.
이 촉수들은매우 끈적하고 길어서 발견된것중 가장긴 촉수의 길이는 36.6m로 대왕고래보다 길어 세게에서 가장 긴 동물중 하나이다.

## 행동과 번식
대부분 수심 20m 내에 서식하며 해류에 의존하여 이동한다. 해파리는 늦여름과 가을에 가장 많이 발견되며 다른 해파리와 달리 각각의 개체가 독립적으로 이동하며 무리생활을 하지 않는다.
촉수를 이용하여 물고기, 동물성 플랑크톤과 같은 먹이를 먹는다.
다른 해파리와 마찬가지로 유성생식, 무성생식이 모두 가능하다. 암컷 해파리는 수정란을 촉수에 넣어 운반하며, 알은 유충으로 자란다. 유충이 충분히 나이가 들면 암컷은 딱딱한 표면에 유충을 낳고 유충은 곧 폴립으로 자란다. 폴립은 무성생식을 시작하여 ephyrae라고 하는 작고 미성숙한 메두사 더미를 만들어 내고 개별 ephyrae는 스택에서 떨어져 나와 결국 성숙한 메두사 단계로 성장하여 완전히 자란 해파리가 된다.

## 쏘임
해파리에게 쏘이게 된다면 통증과 국소적인 발적이 생길 수 있다. 비록 건강한 사람에게는 큰 영향이 없다 하여도 깊은 수심에서 심하게 쏘인다면 공황상태로 익사할 수 있으니 주의해야한다.

## 포식자
새, 개복치와 같은 더 큰 물고기, 다른 해파리 종, 바다 거북은 해당 종의 포식자이고 어린개체는 말미잘에 의해 포식당할수 있지만 완전히 성장한 개체는 촉수로 인해 포식할 수 없다.
장수염바다거북은 캐나다 동부 주변의 여름철에 키아네아 카필라타를 섭취한다.

## 같이 보기
- 해파리